# 龔廷獻
龚廷献（？—？），號鑑惺，江西抚州府金谿縣人。

## 生平
天啓元年（1621年）辛酉科江西乡试举人，天啓五年（1625年）乙丑科進士，授行人，崇祯元年七月奉使册封益世子，四年十一月往蜀王府主行丧礼。考選御史。璫敗，廷臣多毛舉細過，互相彈擊。廷獻疏言借題報復，徒損國體，亦壞心術，宜一切禁止。出按時，理枉辯寃，尤以矜恤為事，人稱長者。崇祯七年疏救刑科给事中李世祺，帝不听。京师饥，绘《饥民图》以进。自免歸。